# Cirkulator
En cirkulator eller cirkulatortermostat är en elektrisk apparat som sänks ner i en vätska i ett vattenbad eller ett integrerat, termostatstyrt uppvärmt cirkulationsvattenbad.  Apparaten värmer och cirkulerar vätskor med mycket hög och jämn noggrannhet och är hjälpmedel för olika behov i laboratorier.
Apparaten består av värmeelement, någon form av pump för cirkulation av vätskan samt en mycket exakt termostat och elektronisk styrning av temperaturen. Apparaten är konstruerad att delvis nedsänkas i vätska och det finns oftast även en nivåvakt som stänger av apparaten om vätskenivån sjunker och riskerar skada på apparatens värmeaggregat. De integrerade cirkulatorvattenbaden består även av en vattentank. På senare tid har dessa apparater blivit populära inom gastronomin som tillbehör vid sous vide-matlagning och speciella apparater tillverkas numer för de gastronomiska behoven så som sous vide cirkulatorer.

### Översättning
”Thermal immersion circulator” (på engelska). Wikipedia. 2018-09-26. https://en.wikipedia.org/w/index.php?title=Thermal_immersion_circulator&oldid=861237692. Läst 10 mars 2019.